# 蒙克拉尔 (热尔省)
蒙克拉尔（法語：Monclar，法語發音：[mɔ̃klaʁ]）是法国热尔省的一个市镇，属于孔东区。

## 地理
蒙克拉尔（43°55'9"N, 0°6'26"W）面积10.12 平方千米，位于法国奧克西塔尼大區热尔省，该省份为法国西南部内陆省份，北起顺时针与洛特-加龙省、塔恩-加龙省、上加龙省、上比利牛斯省、大西洋比利牛斯省和朗德省接壤。
与蒙克拉尔接壤的市镇（或旧市镇、城区）包括：阿马尼亚克堡、卡佐邦、埃斯唐、拉雷、利亚斯达马尼亚克、莫莱翁达马尼亚克。

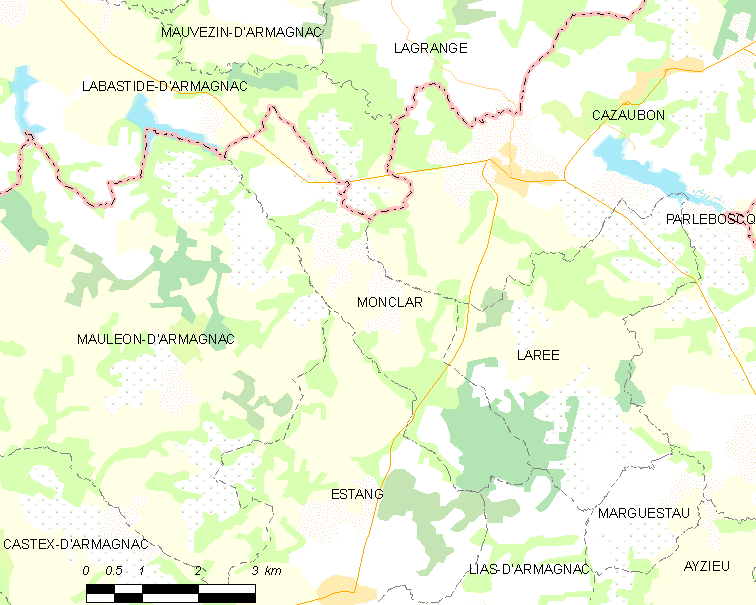
的OSM定位图

蒙克拉尔的时区为UTC+01:00、UTC+02:00（夏令时）。

## 行政
蒙克拉尔的邮政编码为32150，INSEE市镇编码为32264。

## 政治
蒙克拉尔所属的省级选区为大下阿马尼亚克县。

## 人口

1962-2008年间人口变化图示

蒙克拉尔于2022年1月1日时的人口数量为225人。